# 利涅王子山脈
72°20′S 31°14′E / 72.333°S 31.233°E
利涅王子山脈（德語：Prince de Ligne Mountains）是南極洲的山脈，位於東部南極洲的毛德皇后地，海拔高度2,285米，該山脈由比利時的探險隊發現，現時受南極條約體系管理。